# 穴山信君
穴山 信君（あなやま のぶただ ）/武田 信君（たけだ のぶただ）は、戦国時代から安土桃山時代にかけての武将。甲斐武田氏の家臣で御一門衆の一人。穴山氏7代当主。
壮年期（天正8年頃）に剃髪して梅雪斎不白と号したので、穴山 梅雪（あなやま ばいせつ）の名でも知られる。後代には武田二十四将の一人に含まれており、南松院所蔵本では信玄の傍らに配置されている。信玄末期より仕え勝頼期にも重臣として仕えたが、織田信長の甲州征伐が始まると武田氏を離反した。

## 生涯

### 出生から家督相続
天文10年（1541年）、穴山信友の嫡男として生まれる。幼名は勝千代。のちに、彦六郎、左金吾。
穴山氏は武田姓を免許される御一門衆に属し、信友・信君二代にわたり武田宗家と婚姻関係を結び親族意識が高かったと考えられている。ただし、武田氏との同族意識は父の信友以上に強かったとされる一方、武田宗家の信玄側の甲斐領国支配あるいは家臣団に関する文書ではあくまでも「穴山氏」と表示されている。信友の頃には下山館を本拠に河内地方を領し、河内支配において武田氏による支配とは異なる独自の家臣団や行政機構を持っていた。
『高白斎記』に拠れば、天文22年（1553年）1月15日には甲府館に移っており、これは武田宗家への人質であると考えられている。永禄元年（1558年）11月には河内領支配に関する文書が見られ、父の信友は同年6月から11月頃には出家しており、このころには家督交代がなされたと考えられている。

### 信玄・勝頼期の活動
『甲陽軍鑑』に拠れば、永禄4年（1561年）の第四次川中島の戦いにおいては信玄本陣を守ったという。戦後、武田家中では信玄の嫡男・武田義信による謀反が発生する（義信事件）。『甲陽軍鑑』では事件を永禄7年（1564年）7月の出来事としているが、永禄8年（1565年）6月に義信とその側近である長坂・曽根氏が二宮・美和神社へ太刀を奉納していることから、実際には永禄8年7月の出来事であったと考えられている。義信事件は三国同盟維持派の義信と今川氏との同盟を破棄する信玄派の間の対立構図が考えられているが、『甲斐国志』に拠れば、身延過去帳を根拠に永禄9年（1566年）に信君の弟・穴山信嘉（信邦、彦八郎）が自害したことを記しており、義信事件と関係があるとも考えられている。当主である信君の立場は不明であるが、穴山家中においても内訌が存在していたとも言われる。
武田氏は信玄後期に駿河国・遠江国への侵攻を行い織田・徳川勢力と対峙するが、この駿河・遠江侵攻において信君の活動が見られる。武田氏は永禄11年（1568年）に駿河侵攻を開始するが、信君は侵攻に際して内通を試みた今川家臣や徳川氏との取次を務めている。翌永禄12年（1569年）には、富士氏が籠城する大宮城を葛山氏元と共に攻めている。その後駿府を占領した武田氏に対し相模国の後北条氏・三河国の徳川氏が今川救援のために出兵すると、同年4月に武田方は一時甲斐へ撤兵する。この際に信君は興津横山城において籠城し、万沢氏や臣従した望月氏に対して知行を与え在地支配を試みている。
駿河は第二次侵攻を経て武田領国化されるが、信君は山県昌景の後任として江尻城代となり、支城領としての「江尻領」を形成したという。
天正3年（1575年）5月21日に行われた織田・徳川連合軍との長篠の戦いでは武田信豊・小幡信貞と共に中央に布陣する。長篠の戦いでは多くの武田重臣が奮戦して戦死しているが、信君・穴山衆に関しては諸記録に戦闘の様子を記したものが見られず、穴山衆の多くも戦後に無事帰還している。『甲陽軍鑑』『甲陽軍鑑末書』では、信君は長篠合戦において積極的攻勢に出なかったと記しており、信君は決戦に反対したとする記録も見られる。
長篠合戦に敗退した武田勝頼は信濃国へ逃れると戦後処理を行い、同年6月2日に甲府へ帰還した。『甲陽軍鑑』において、信濃北部の海津城に在城していた武田家臣・春日虎綱（高坂昌信）は敗戦の報を知ると信濃国駒場において勝頼を迎え、五箇条の献策を行ったという。虎綱は五箇条の献策において相模の後北条氏との婚姻による甲相同盟の強化や、戦死した重臣子弟の奥近習衆取り立てなどを進言し、第五に武田信豊と穴山信君の切腹を進言したという。『甲陽軍鑑』では虎綱が信君・信豊に切腹を求めた詳細は記していないが、勝頼は北条との同盟を除いて、虎綱の献策を退けたという。

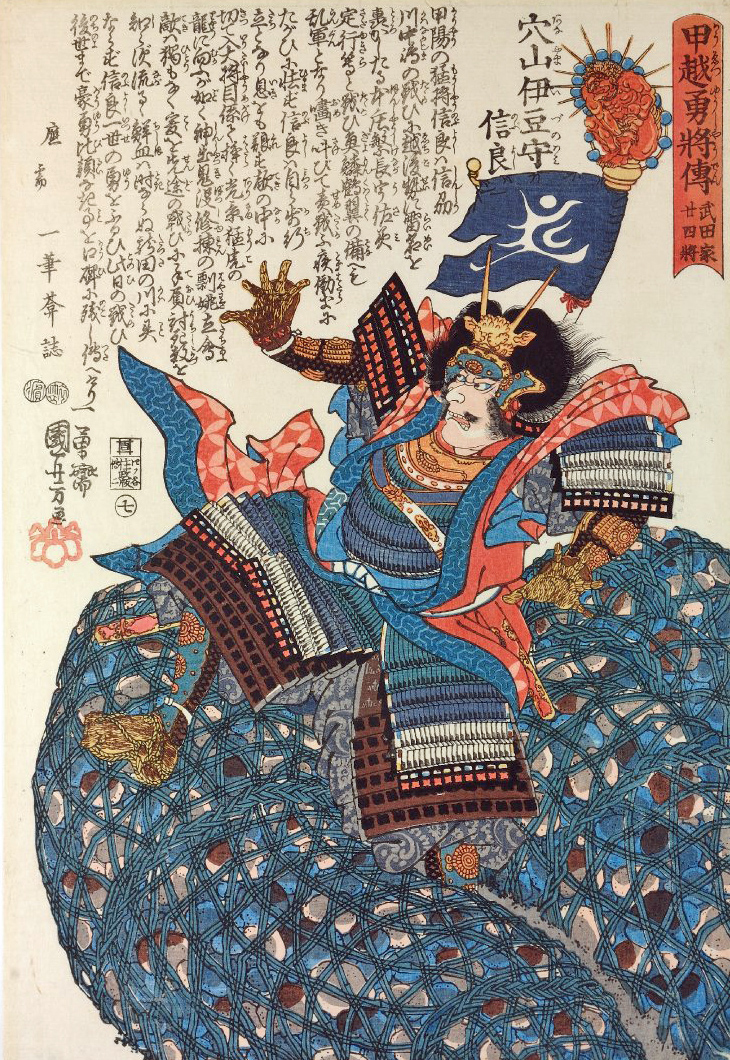
甲越勇將傳武田家廾四將：穴山伊豆守信良（歌川国芳作）

### 武田氏の滅亡から横死
天正8年（1580年）、出家し梅雪斎（ばいせつさい）と号した。
天正9年（1581年）12月、勝頼の寵臣・長坂長閑、跡部勝資らを憎み、織田信長に内通し始め、翌年2月、勝頼が娘を信君の嫡男に娶らせる約束を反故にして武田信豊の子に娶らせるとしたことに激怒して、家康に降ったという話が、飯田忠彦の『大日本野史』に見られる。
天正10年（1582年）、織田信忠の甲斐侵攻に際しては、2月25日に甲府にいた人質を逃亡させ、甲斐一国の信君への拝領と武田氏の名跡継承を条件に、2月末に徳川家康の誘いに乗り、信長に内応した（『家忠日記』、『信長公記』、『記録御用所本子文書』）。
その結果、信君は織田政権より甲斐河内領と駿河江尻領を安堵された織田氏の従属国衆となり、徳川家康の与力として位置づけられた。
同年5月には家康とともに近江安土城へ、御礼に訪れている。家康とともに赴いたのは､家康のもとに従事する与力国衆に位置づけられていたことによるものである。堺（大阪府堺市）を遊覧した翌日の6月2日に京都へ向かう途上で明智光秀の謀反と信長の死（本能寺の変）を知り、家康と共に畿内を脱しようとするが、宇治田原で郷民一揆の襲撃を受けて亡くなった。『家忠日記』では自害、『信長公記』では一揆により生害されたと伝えられ殺害と自害の両方の意味がある。
一方、『フロイス日本史』では、信君は家康一行から遅れて移動していたところを落ち武者狩りの執拗な襲撃に遭い殺害されたとする。『東照宮御実紀』では、信君が家康を疑い別行動を取ったところを、光秀から家康追討の命を受けた一揆勢によって家康と誤認されて、家臣の帯金美作守らと共に宇治田原で殺害されたとする。このように、自害ではなく落ち武者狩りや一揆によって殺害されたとする資料も見受けられる。一方、別行動を取ったとされる家康はかろうじて三河国に帰国した（伊賀越え）。
『甲陽随筆』では墓所は草池（内）村木津川ノ西南段ノ岡と記されている。法諱は霊泉寺殿古道集公大居士。

### 死後
穴山信君の没後、嫡男・穴山勝千代（武田信治）が武田氏当主となる天正10年（1582年）6月に発生した信濃・甲斐を巡る天正壬午の乱では穴山衆は徳川家康に臣従した。信君は武田親族衆の秋山氏の娘である於都摩の方を自らの養女として家康に輿入れさせた（一説には武田信玄娘・松姫の身代わりだと言われている）。
天正15年（1587年）、勝千代が死去。家康と於都摩の方の子（五男）・万千代（武田信吉）が甲斐武田氏の名跡を継承した。なお信吉は天正18年（1590年）に甲斐河内領から下総国小金城3万石分封。

#### 江戸時代
慶長7年（1602年）、武田信吉は常陸国水戸25万石に封ぜられ、穴山衆を中心とする武田遺臣を付けられて武田氏を一時再興したが、翌慶長8年（1603年）に信吉は死去。

## 評価
信君は武田滅亡に際して武田家再興を名目に主家から離反しているが、同じく信玄の娘婿でありながら織田家に寝返った木曾義昌や郡内領主の小山田信茂らと共に主家から離反した行動に関して、これを謀反とする否定的評価がある。
また、戦後の実証的武田研究においては戦国領主としての穴山氏や小山田氏の位置づけに関して様々な見解が示されているが、矢田俊文は穴山・小山田氏と武田氏の関係を連合政権であったとする見解を示し、信君や小山田信茂の離反は主家滅亡に際して個別領主の立場から離反に至ったとしている。また、秋山敬は穴山氏歴代当主の武田親族意識の観点から信君の親族意識は特に強いものと指摘しつつ、信君の離反は武田家再興ではなく穴山氏自体の発展を意図したものであるとしている。

## 関連作品
小説
- 新田次郎『武田金山秘史』（1963年、朝日新聞社「文芸朝日」）
- 重徳良彦『長篠の赤い露』（1991年、文芸社）
- 伊東潤『表裏者』（2010年、講談社、『戦国鬼譚 惨』収録の短編）

映画
- 信虎（2021年、演：橋本一郎）

テレビドラマ
- 徳川家康（1983年、NHK大河ドラマ、演：生井健夫）
- おんな風林火山（1986年、TBS、演：三浦浩一）
- 春日局（1989年、NHK大河ドラマ、演：今西正男）
- 秀吉（1996年、NHK大河ドラマ、演：サンダー杉山）
- 利家とまつ〜加賀百万石物語〜（2002年、NHK大河ドラマ、演：重水直人）
- 功名が辻（2006年、NHK大河ドラマ、演：山本健翔）
- 真田丸（2016年、NHK大河ドラマ、演：榎木孝明）
- おんな城主 直虎（2017年、NHK大河ドラマ、演：田中要次）
- どうする家康（2023年、NHK大河ドラマ、演：田辺誠一）